# Casio

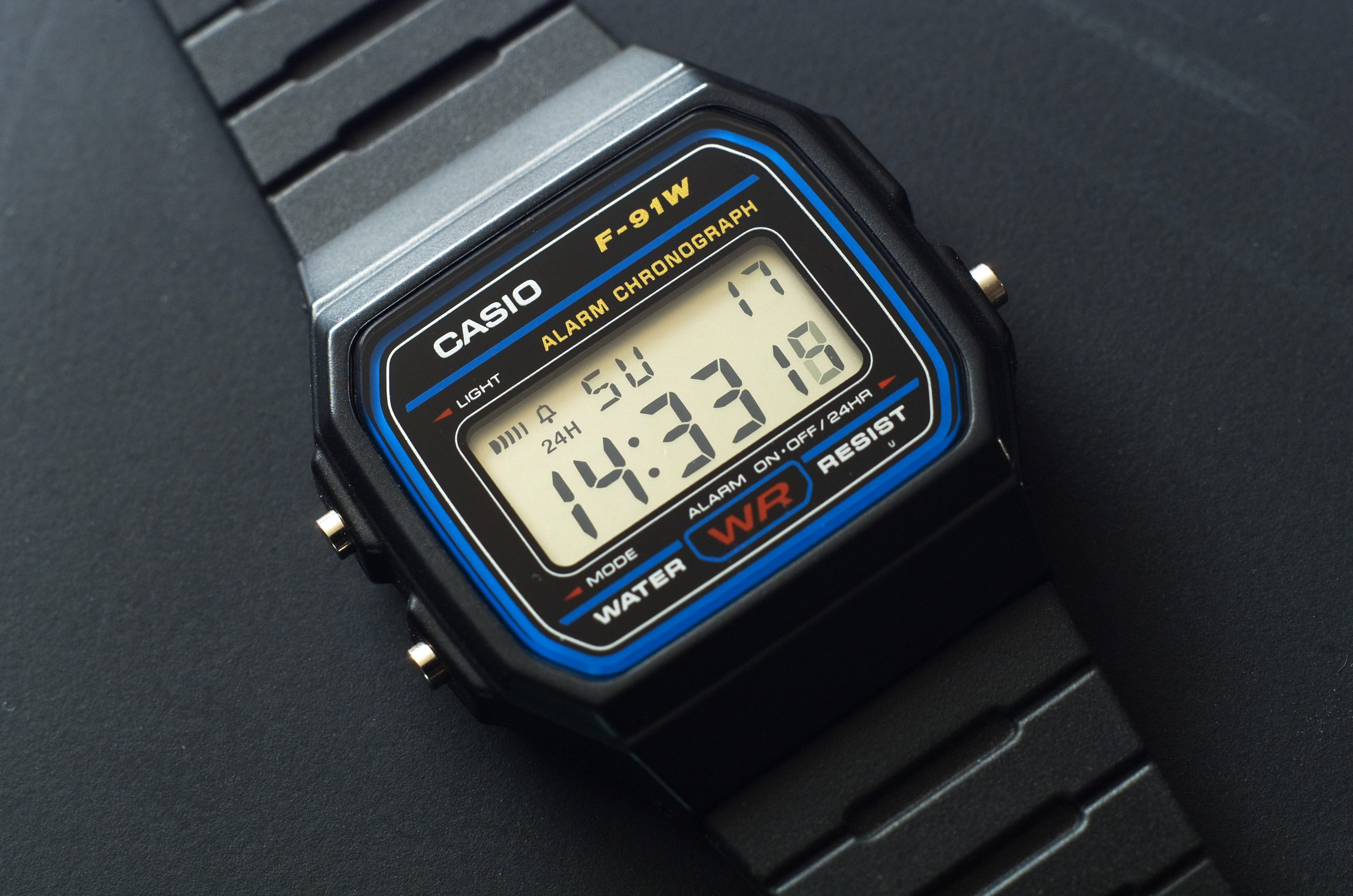
Casio F-91W

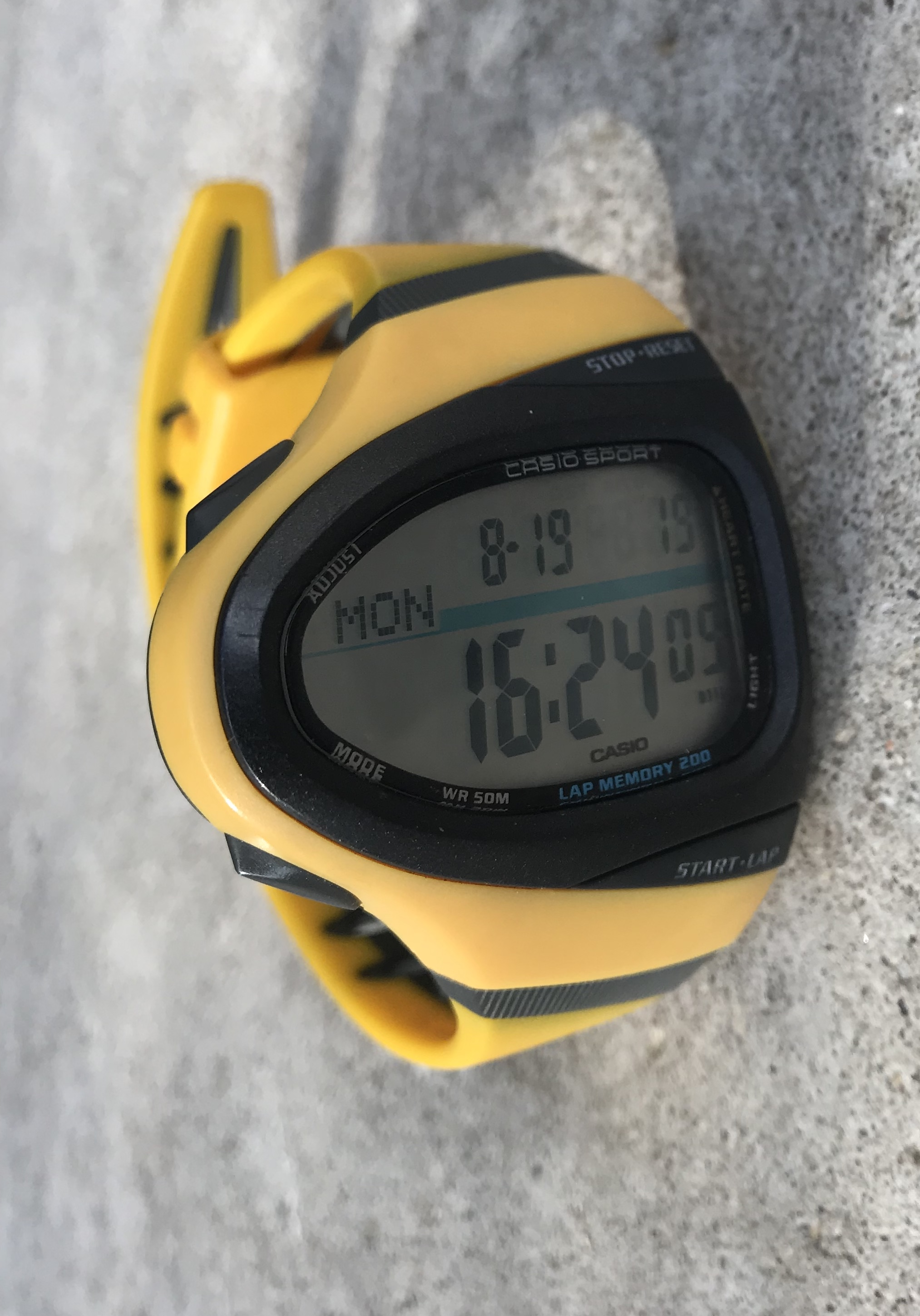
Casio Sport CHR-100

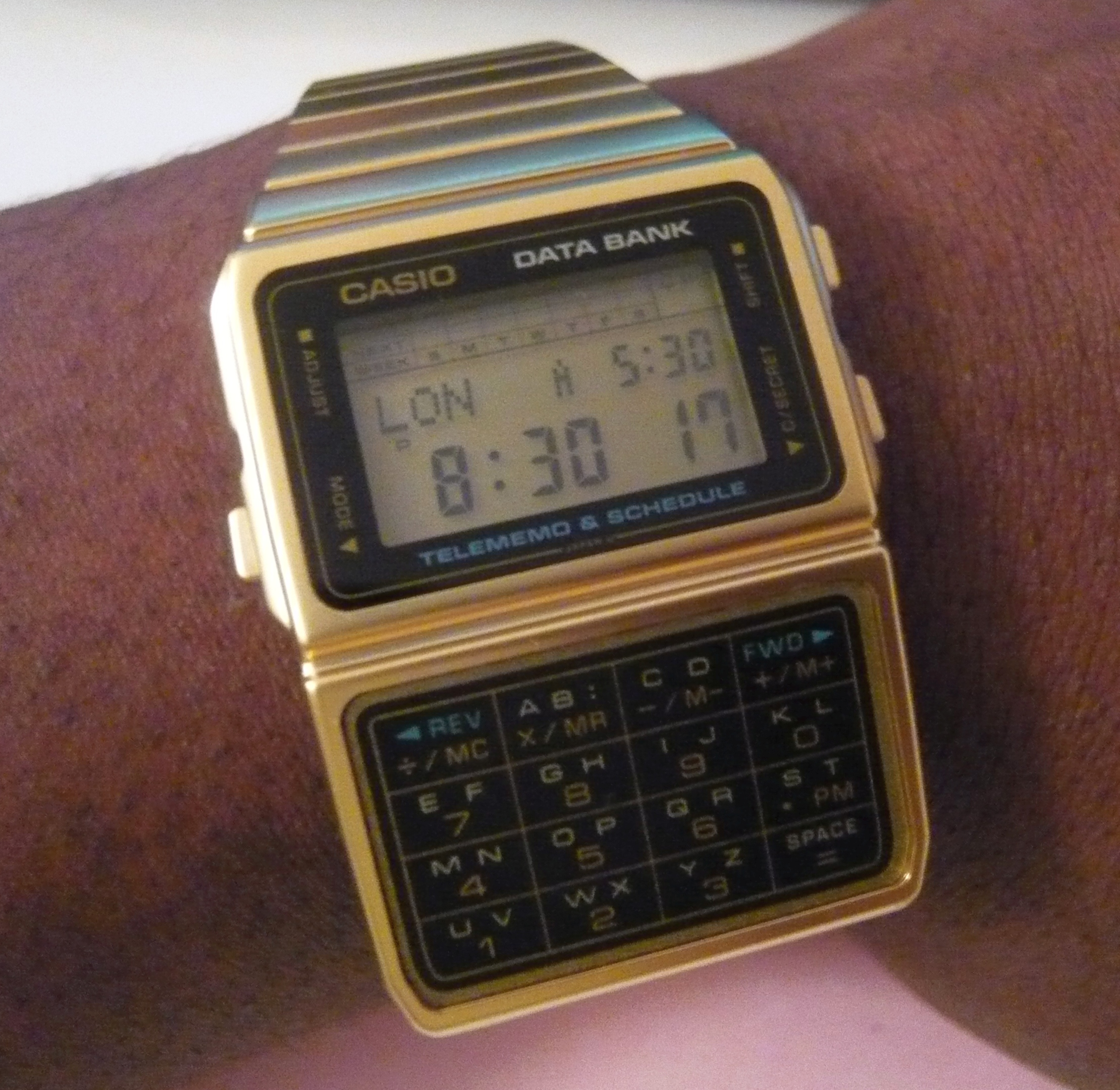
Casio Data Bank – Armbanduhr mit Telefonnummernspeicher und Terminplaner

Casio (Japanisch カシオ計算機株式会社 Kashio Keisanki Kabushiki-gaisha, englisch Casio Computer Co., Ltd.) ist ein japanischer Elektronik-Konzern mit Sitz in Tokio-Shibuya. Casio produziert unter anderem Digitaluhren und ist Weltmarktführer bei Taschenrechnern.

## Unternehmensgründung 1946
1946 gründete Tadao Kashio (1917–1993) den damals kleinen Elektronikbetrieb Kashio Seisakujo (樫尾製作所, deutsch „Kashio-Werk“) im Tokioer Stadtbezirk Shibuya.
Um außerhalb Japans Produkte verkaufen zu können, entstand 1957 die heutige Casio Computer Co., Ltd. Mit seinen drei Brüdern Toshio (1925–2012), Kazuo (1929–2018) und Yukio (* 1930) gelang es Tadao Kashio aus dem kleinen Elektronikbetrieb Kashio Seisakujo den weltweit bekannten Elektronik-Konzern Casio zu etablieren. Jeder Bruder brachte seine einzigartige Spezialität und Stärke mit: Tadao im Finanzwesen, Toshio in der Entwicklung, Kazuo im Vertrieb und Yukio in der Produktion. Im Jahr 1957 begann auch die Serienproduktion von Rechenmaschinen. Ab 1965 wurden die ersten elektronischen Tischrechner mit Speicher produziert. 1974 brachte Casio seine erste Digital-Armbanduhr, die Casiotron, auf den Markt. 1984 wurde der erste Casio-Synthesizer vermarktet, der CZ-101. Seit 1995 werden Digitalkameras vertrieben. 1996 präsentierte das Unternehmen seinen ersten PDA mit Microsoft Windows CE unter dem Namen Casio Cassiopeia.

## Produkte

### Uhren

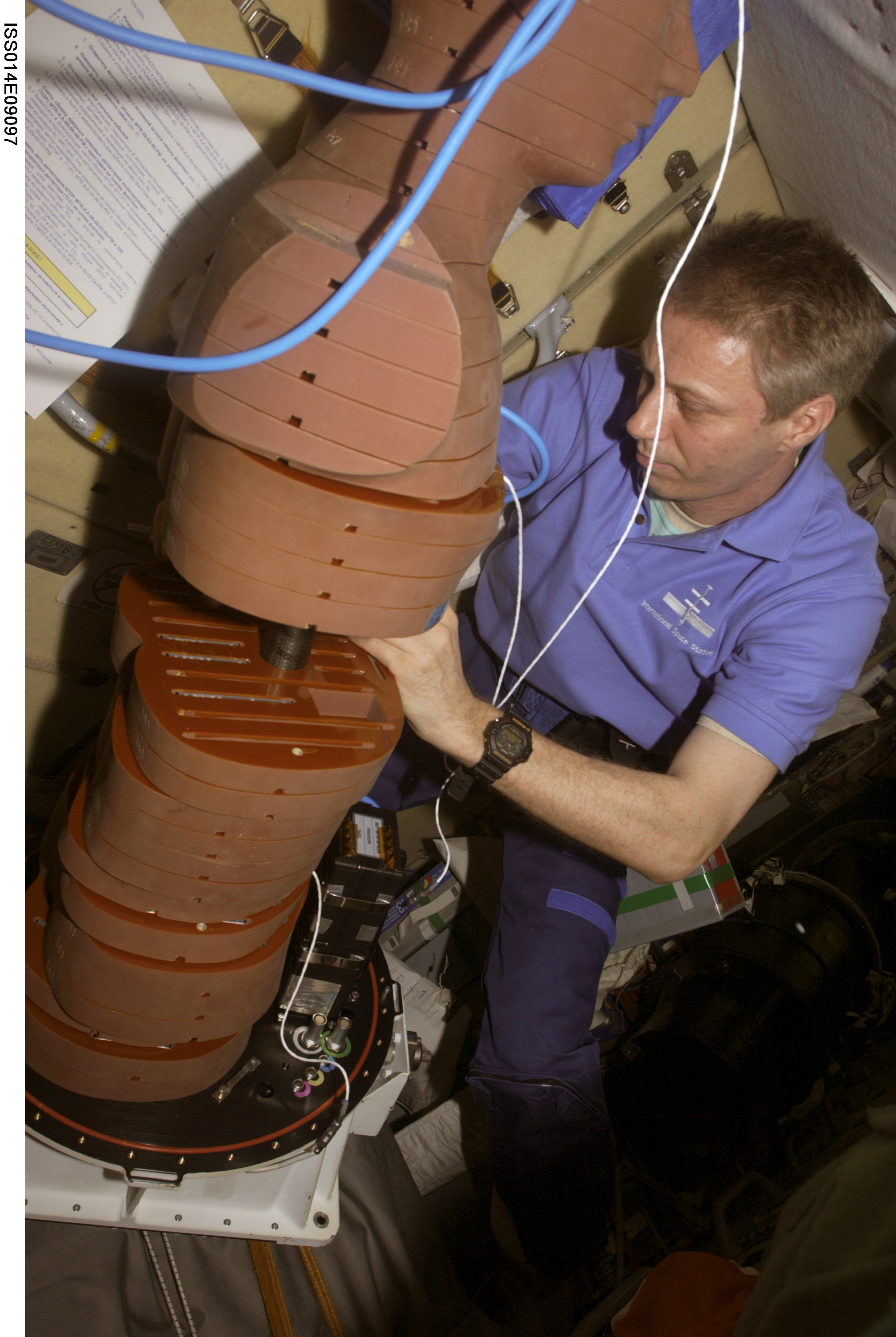
Astronaut Thomas Reiter während der Expedition 14 mit einer Casio G-Shock auf der Internationalen Raumstation ISS

Casio war einer der ersten Produzenten von digitalen Armbanduhren und ist dafür bekannt, viele Funktionen in kleine Armbanduhren einzubauen (etwa Stoppuhr, Digitalkompass, Höhen- und Luftdruckmesser, Thermometer, GPS, Digitalkamera, Fernbedienung). Seit 2000 werden von Casio auch weltweit funktionierende Funkuhren und klassisch gestaltete Analoguhren angeboten. 2017 gab Casio in einer Pressemitteilung bekannt, dass im August 2017 die einhundertmillionste G-Shock-Armbanduhr produziert wurde. Damit sieht sich das Unternehmen als Marktführer für Outdoor-Uhren.
Modelle
| - Data Bank - Edifice - Vintage - Felite - G-Shock - Casio Sports | - Oceanus - Phys - Pro Trek - Sea-Pathfinder - The G | - Illuminator - Wave Ceptor - WMP1 (mit Dockingstation und MP3-Player) |

### Wissenschaftliche Taschenrechner

Entwicklung von Casio-Taschenrechnern in über 40 Jahren
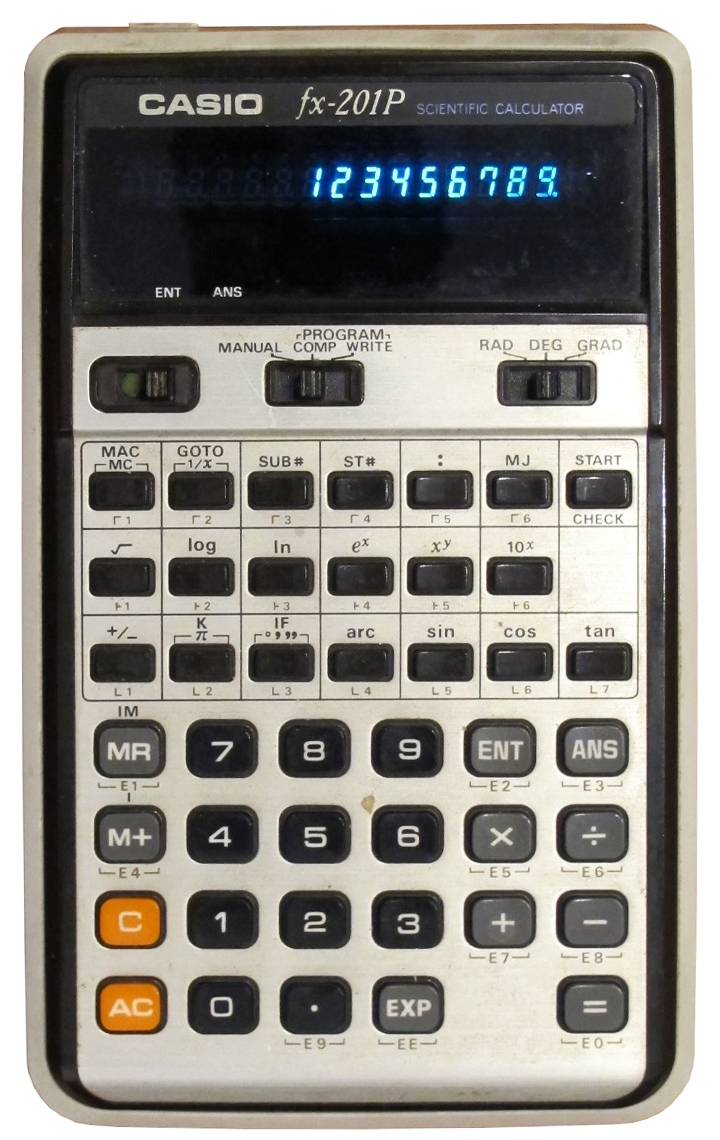
Casio fx-201P (1976)
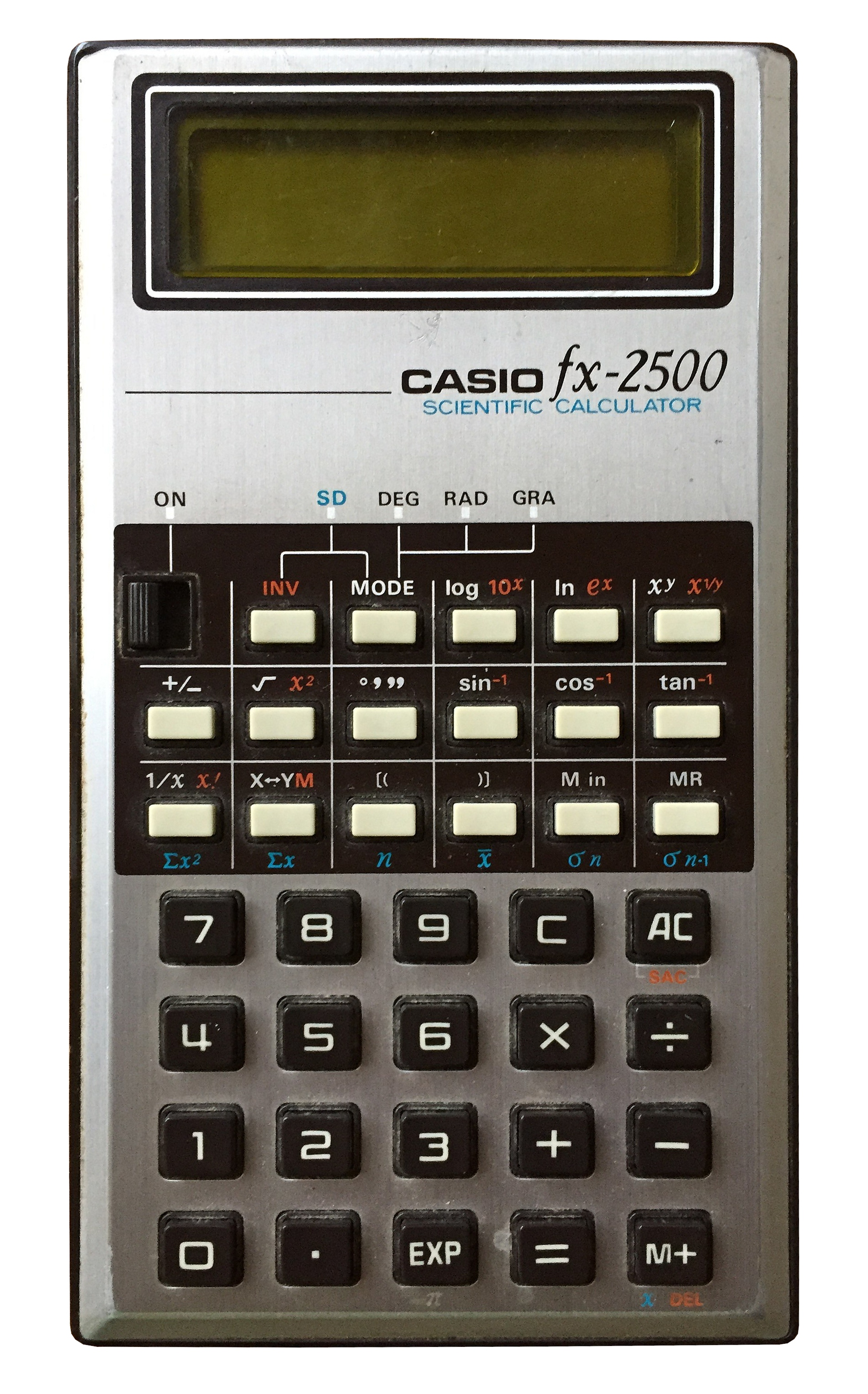
Casio fx-2500 (ca. 1980)
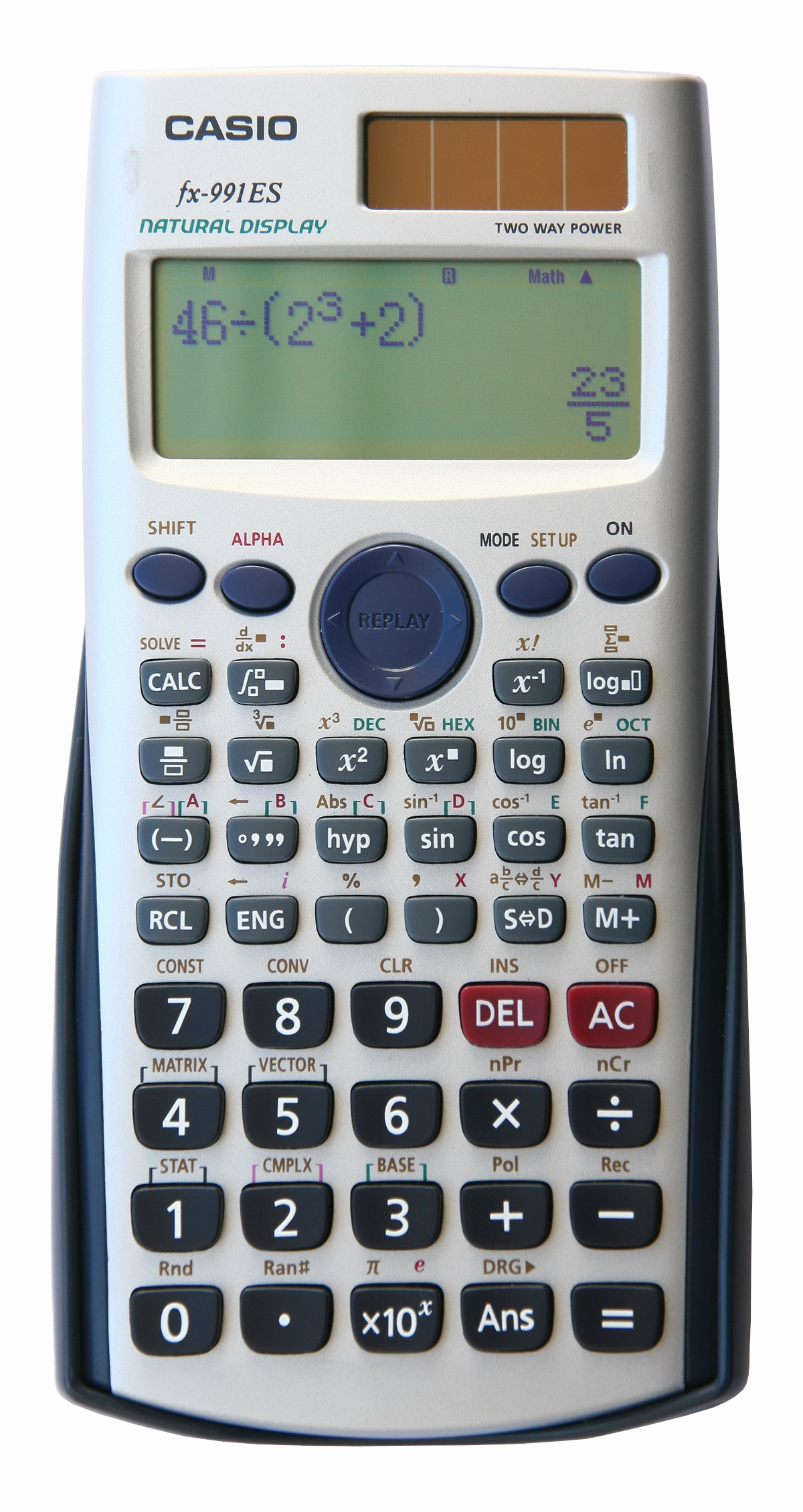
fx-991ES

Ein früher programmierbarer Taschenrechner war der FX-201P, der 1976 produziert wurde. Programmierbar waren Sprungbefehle, Schleifen, Unterprogramme. 1/x und die Wurzel wurden auf 10, die anderen Funktionen auf 8 Stellen berechnet. Aktuelle wissenschaftliche Taschenrechner von Casio unterstützen Tabellenkalkulation, numerisches Lösen von Gleichungen, Primfaktorzerlegung, Matrixrechnung und bieten per QR-Code die Möglichkeit, Ergebnisse online weiterzubearbeiten.

### Weitere Produkte
Casio produziert unter anderem elektronische Wörterbücher, Etikettendrucker, elektronische Musikinstrumente, Handterminals, Registrierkassen, Managementunterstützungssysteme, Datenprojektoren, Formteile und Formen.
| Digitalkameras - QV-Serie - WQV-Serie - EX-Serie (Exilim) Daten- und Videoprojektoren - XJ-S (Super-Slim-Projektoren) PDA/Datenbanken - Casio Cassiopeia - PV-Serie (Pocket Viewer) - SF-Serie - FX-Serie Elektronische Wörterbücher - EX-word-Serie | Systemprodukte - Kassensysteme - Mobile Datenerfassungsgeräte Beschriftungssysteme - CD-Labeldrucker - Labeldrucker Musikinstrumente - Casio-Synthesizer - Casio VL-1 - Elektronische Musikinstrumente (Casiotone-Keyboards, Privia, Celviano etc.) TV-Empfangsgeräte - Casio TV-880 (mobiler analoger TV-Empfänger) |

Videospielkonsolen
- Casio Loopy

Produktbeispiele
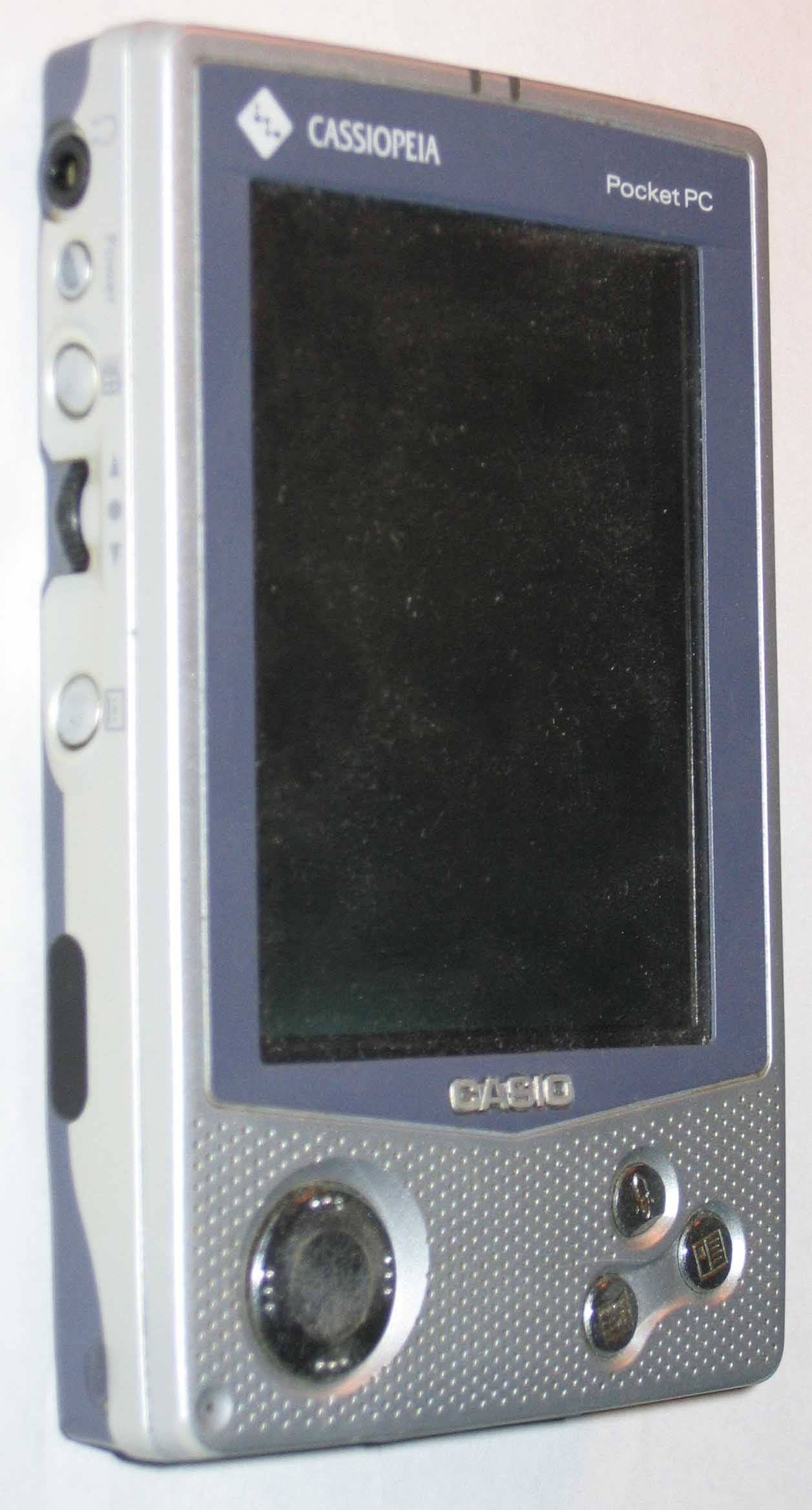
Pocket PC Casio Cassiopeia E-125
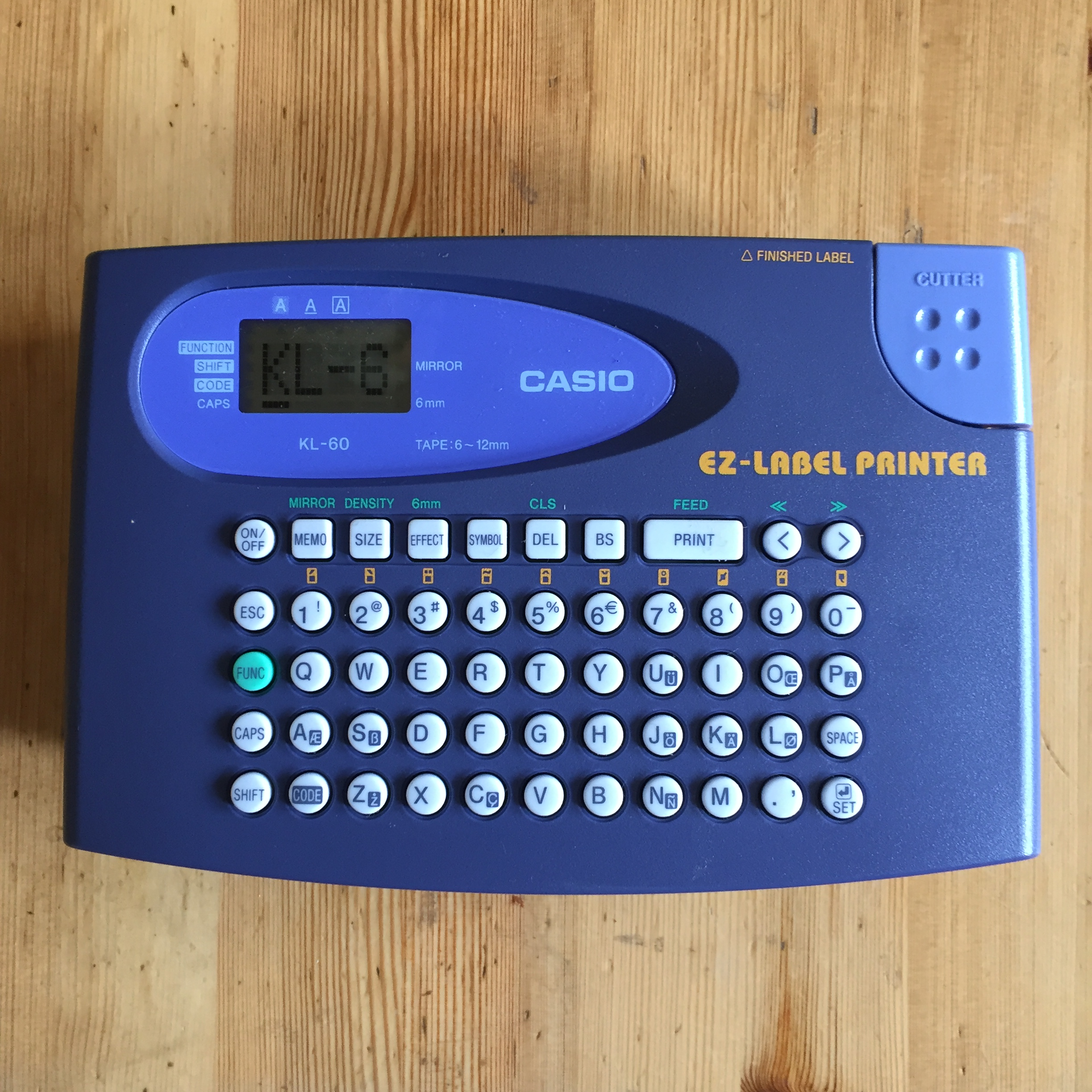
Label-Printer KL-60
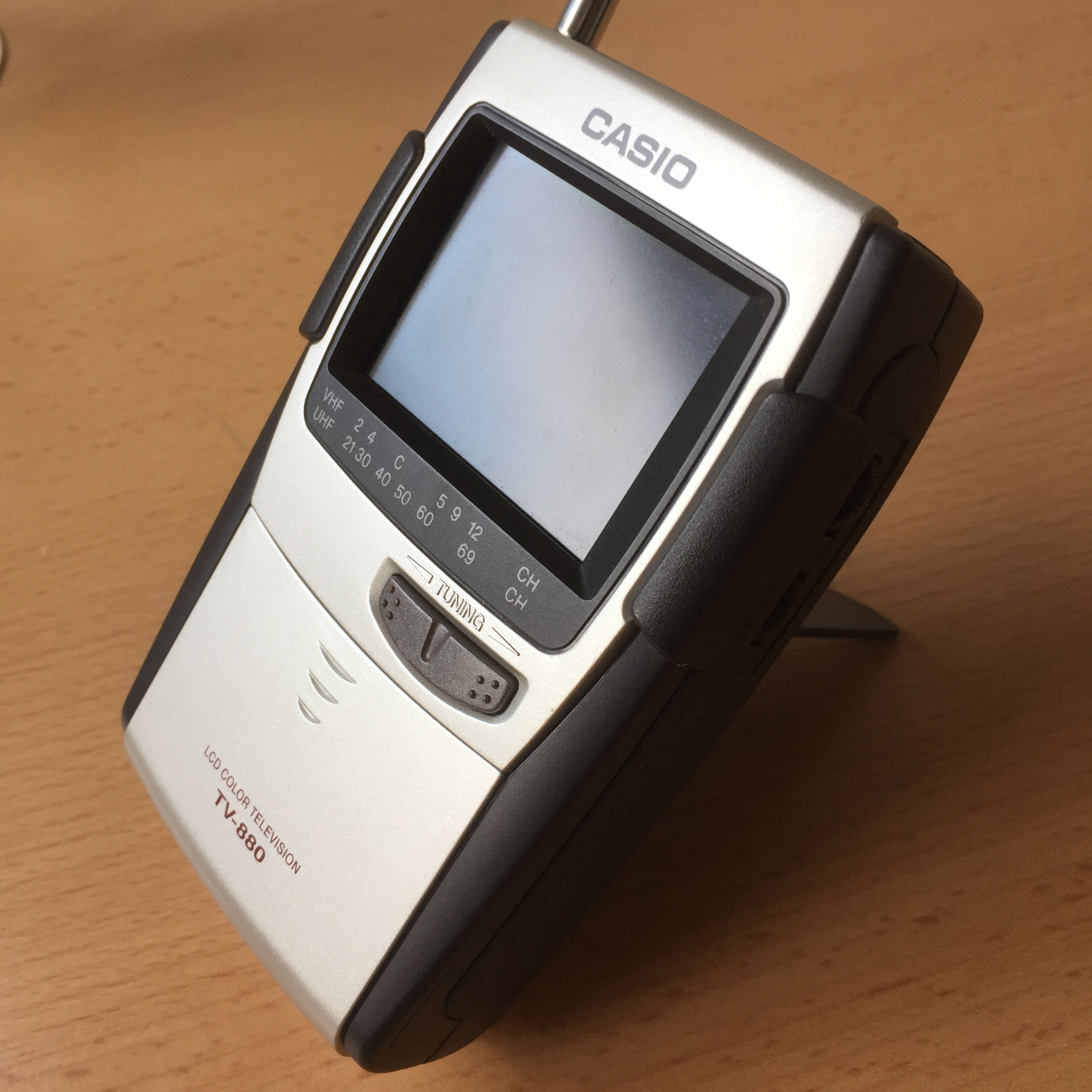
Mobiler Fernseher TV-880
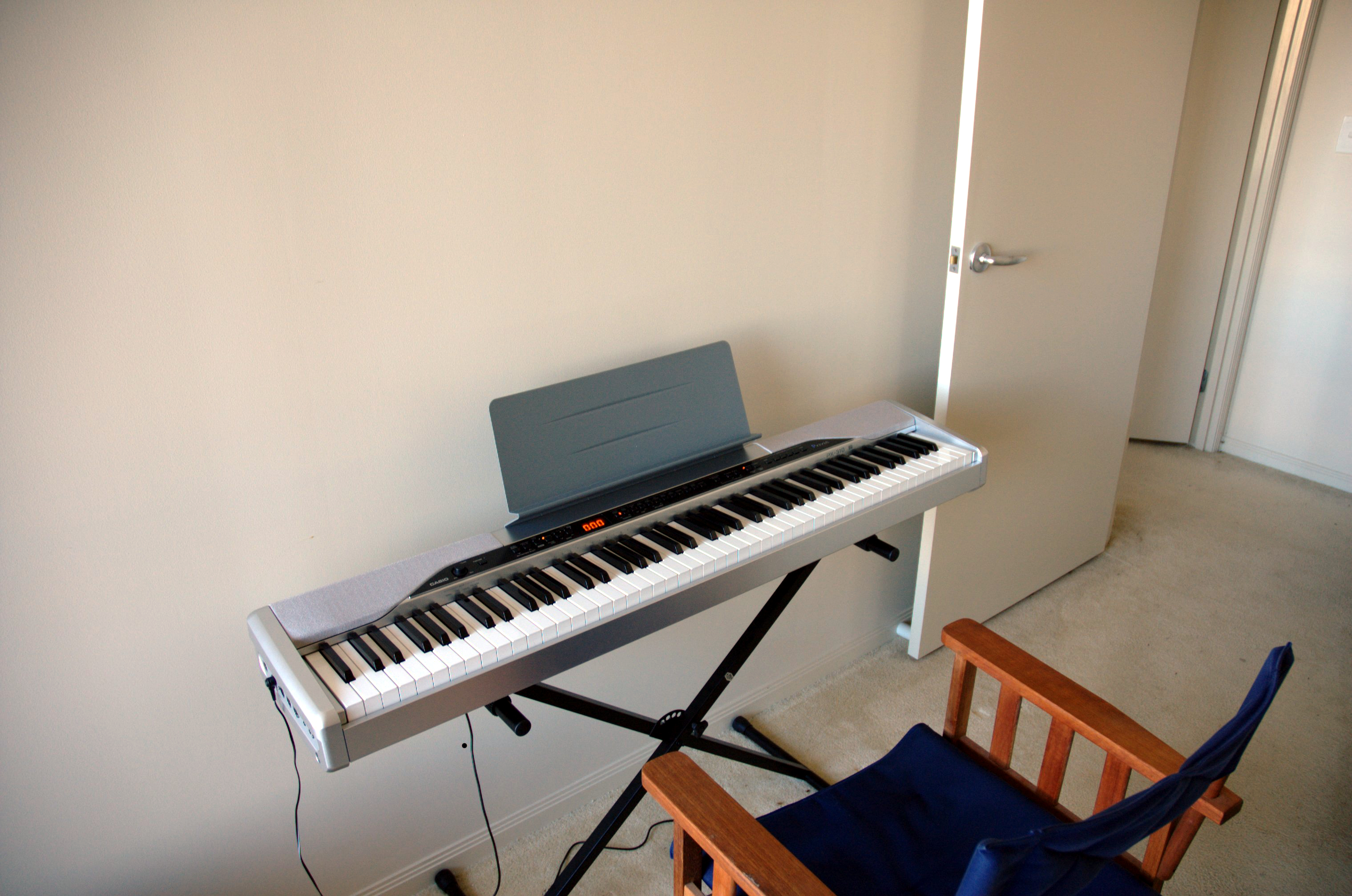
Stagepiano Privia PX-320